# Lozon
Lozon är en kommun i departementet Manche i regionen Normandie i norra Frankrike. Kommunen ligger i kantonen Marigny som tillhör arrondissementet Saint-Lô. År 2018 hade Lozon 300 invånare.

## Befolkningsutveckling
Antalet invånare i kommunen Lozon
| Referens: INSEE |